# Фаст, Татьяна Николаевна
Татьяна Николаевна Фаст (латыш. Tatjana Fasta, род. 17 марта 1954 года, г. Вена, Австрия) — латвийский журналист, создатель и главный редактор независимых латвийских газет («Независимая Балтийская газета», «Балтийская газета», «Телеграф»), автор книг и соавтор документальных фильмов, главный редактор и совладелица журнала «Открытый город» и портала Freecity.lv.

## Биография
Родилась в г. Вена (Австрия) в семье советского офицера, участника второй мировой войны, который после её окончания остался служить в группе советских войск на территории Австрии.
В 1956 г. приехала в Латвию по месту службы отца. В 1971 году окончила среднюю школу в г. Айзкраукле.
В 1971—1976 гг. училась на филологическом факультете Латвийского государственного университета (ЛГУ). Во время учебы подружилась с однокурсником Александром Генисом, который вскоре после окончания вуза эмигрировал в США и стал известным писателем. В память о студенческой дружбе Александр Генис много лет публикуется во всех изданиях Татьяны Фаст.
Т. Фаст после окончания ЛГУ уехала в Новосибирск, по месту работы мужа. Работала на Новосибирской студии телевидения, потом в областной газете «Молодость Сибири».
С 1978 – 1983 г.г. училась во Всесоюзном государственном институте кинематографии в Москве, получила профессию кинокритика.  
В 1985 г. вернулась в Латвию и стала работать в латвийской прессе.

## Журналистская деятельность в Латвии
В 1986 г. Татьяна Фаст работала корреспондентом газеты «Советская молодежь», которую возглавлял Александр Блинов.
В 1987—1988 гг. была одним из редакторов двуязычного авангардного журнала «Родник» (Avots), который возглавлял писатель Aivars Kļavis.
В 1988–1993 гг. работала собственным корреспондентом «Литературной газеты» по Латвии, сменив в этой должности своего учителя Георгия Михайловича Целмса. Громкими материалами Т.Фаст в «Литературной газете» стали статьи о сенсационной операции латвийского хирурга академика В.К. Калнберза по смене пола, репортажи о кровавых январских событиях в Вильнюсе и Риге, свидетелем которых она была. Репортаж Татьяны о нападении ОМОН на Вильнюсский телецентр был опубликован на первой полосе британской газеты The Guardian.

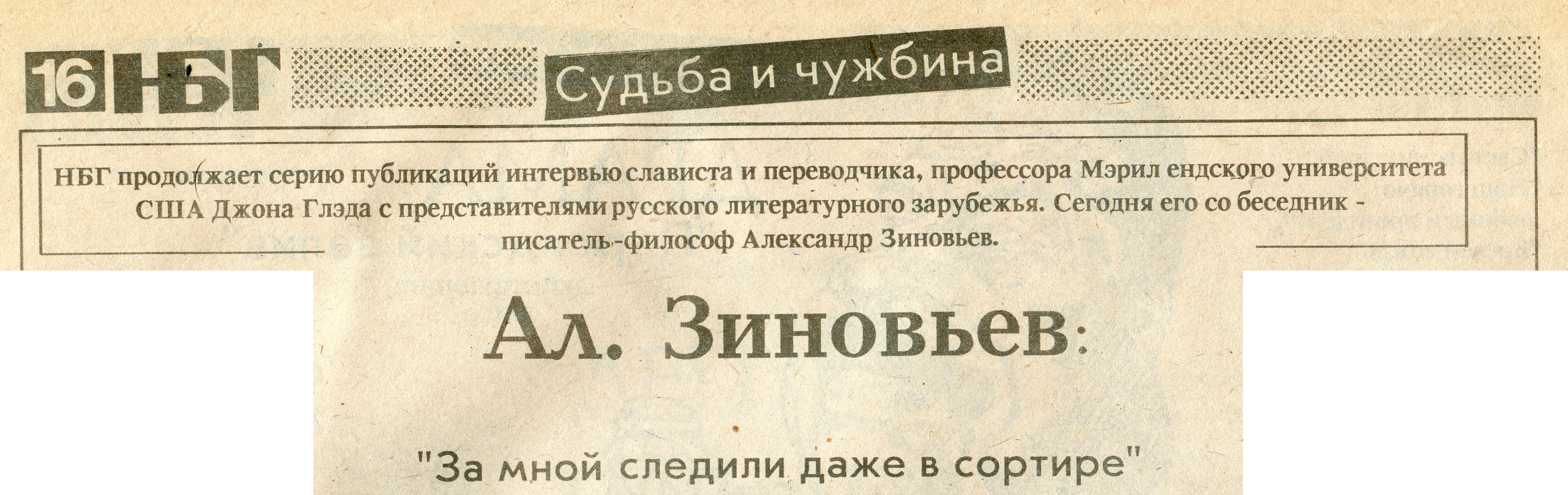
USSR. Independent Baltic Newspaper.

В 1990 Фаст создала и возглавила первую независимую газету в Латвии на русском языке – еженедельник «Независимая Балтийская газета». В 1991 – 1995 гг. еженедельник выходил под названием «Балтийская газета», в 1995 году он прекратил существование из-за финансовых трудностей.
В 1995 году Фаст вместе с Владимиром Вигманом стали соавторами и ведущими телевизионной программы «Без свидетелей» на частном телеканале IGE, где они вывели на экран новый класс предпринимателей. Тогда же в середине 90-х годов Татьяна параллельно работала фрилансером на Русском радио BBC.
В 1997 – 2001 гг. Фаст была главным редактором деловой газеты «Бизнес&Балтия».
В 2001 – 2009 гг. Фаст была главным редактором ежедневной общественно-политической газеты «Телеграф».
В 2010 году Татьяна Фаст и Владимир Вигман создали и возглавили ежемесячный аналитический журнал „Открытый город“. С 2023 года он перестал выходить на бумаге и выходит онлайн на портале Freecity.lv.
В 2014 году при журнале „Открытый город“ был создан смарт-клуб, который с тех пор регулярно проводит встречи в Старой Риге с известными писателями, политиками, артистами. Гостями клуба в разное время были лауреат Нобелевской премии журналист Дмитрий Муратов, актриса Чулпан Хаматова, писатели Александр Генис, Игорь Губерман, журналисты Алексей Венедиктов, Евгений Киселев, Павел Шеремет, Аркадий Майофис, бывший президент Латвии Валдис Затлерс и другие известные люди.

## Творчество

### Книги
В 2010 году, к 50-летию латвийского режиссера-документалиста Юриса Подниекса, Татьяна написала и издала на латышском языке биографическую книгу-расследование «Vai viegli būt elkam?» (Легко ли быть идолом?). В 2020 году, после ряда дополнений, книга вышла в Риге на русском языке под названием «Опасный свидетель. Тайна гибели Юриса Подниекса». В том же году ее электронный и аудиовариант выпустило российское издательство ЭКСМО. В декабре 2020 года, в связи с 70-летием режиссера Юриса Подниекса, Татьяна стала инициатором и организатором установления мемориальной доски на доме по ул Мейстару,10, где в последние годы работал режиссер.
В 2024 году, в связи с 10-летием смарт-клуба «Открытого города», Т.Фаст и В.Вигман написали и издали книгу «Диалоги на вулкане».

### Фильмы
В 90-е годы Татьяна в соавторстве с Владимиром Вигманом сняли два документальных фильма: «Колыбельная для Ельцина» — о первой чеченской войне в России (режиссер Луция Лочмеле, студия IGE, 1993) и «Анатомия провокации» — о событиях января 1991 года в Риге (режиссер Антра Цилинска, Jūra Podnieka studija, 1995).
В 2019—2020 г.г Татьяна создала цикл видеофильмов «Рижские тайны с Татьяной Фаст» - о деятелях культуры, родившихся или живших в Риге.

## Награды
В 2005 году Фаст (совместно с Владимиром Вигманом) стала лауреатом Национальной премии Цицерон, учреждённой Союзом журналистов и Академией наук Латвии, за сериал-расследование «О чем молчал Лавент». Формулировка звучала так: «За смелость говорить то, о чём молчат другие» (Nacionālās Cicerona balvas laureāte žurnālistikā, 2005 — «Par drosmi runāt to, par ko klusē citi») .
В 2007 г. получила приз года от Союза журналистов Латвии — за смелость и упорство в выполнении профессионального долга (Gada balva žurnālistikā 2007 — «Par drosmi un neatlaidību pildot žurnālista profesionālos pienākumus» .
В 2012 г. получила приз года от Союза журналистов Латвии — за гражданскую позицию в профессии (Gada balva žurnālistikā 2012 — «Par profesionālu sniegumu paužot pilsonisko pozīciju»).